# Campynemataceae
Campynemataceae Dum. je čeleď jednoděložných rostlin z řádu liliotvaré (Liliales).

## Popis
Jedná se o vytrvalé drobné byliny s oddenky. Listy jsou jednoduché, střídavé, s listovými pochvami, přisedlé, někdy se vytváří přízemní růžice. Čepele jsou celokrajné, čárkovité až kopinaté, žilnatina je souběžná. Květy jsou oboupohlavné, pravidelné, jednotlivé nebo uspořádané v květenstvích, v latách nebo nepravých okolících, v květenství jsou listeny. Okvětí se skládá ze 6 okvětních lístků, jsou volné. Tyčinek je 6, jsou volné. Gyneceum je srostlé ze 3 plodolistů, je synkarpní, semeník je spodní. Plodem je tobolka, vzácněji až bobule,.

## Rozšíření ve světě
Jsou známy 2 rody a 4 druhy, jsou přirozeně rozšířeny na Nové Kaledonii (Campynemanthe) a na Tasmánii (Campynema)..